# Parlamentswahlen in Italien 1987
- DP: 8
- PCI: 177
- VERDI: 13
- PSI: 94
- PR: 13
- PSDI: 17
- PRI: 21
- Sonst.: 3
- UV: 1
- SVP: 3
- DC: 234
- PLI: 11
- MSI: 35

Die Parlamentswahlen von 1987 fanden am 14. und 15. Juni 1987 statt. Sie waren die elften nach dem Ende des Zweiten Weltkriegs und der Einführung des allgemeinen Männer- und Frauenwahlrechts. Bis Mitte April 1987 stellten die Sozialisten (PSI) den Präsidenten des Ministerrats. Die Nachfolgeregierung bildete Amintore Fanfani von der Partei Christliche Demokratie (DC). Nachdem Fanfani am 28. April eine Vertrauensabstimmung im Parlament verlor, wurden Neuwahlen zum Parlament angesetzt.

## Ergebnisse
Wie bei jeder der zehn vorangegangenen Parlamentswahlen nach dem Zweiten Weltkrieg entfielen auf die Partei Christliche Demokratie (DC) die meisten Wählerstimmen.

### Camera dei deputati
| Listen                   | Listen                                        | Stimmen    | %    | Mandate |
| ------------------------ | --------------------------------------------- | ---------- | ---- | ------- |
|                          | Democrazia Cristiana                          | 13.233.620 | 34,3 | 234     |
|                          | Partito Comunista Italiano                    | 10.250.644 | 26,6 | 177     |
|                          | Partito Socialista Italiano                   | 5.501.696  | 14,3 | 94      |
|                          | Movimento Sociale Italiano – Destra Nazionale | 2.281.126  | 5,9  | 35      |
|                          | Partito Repubblicano Italiano                 | 1.428.663  | 3,7  | 21      |
|                          | Partito Socialista Democratico Italiano       | 1.140.209  | 3,0  | 17      |
|                          | Partito Radicale                              | 987.720    | 2,6  | 13      |
|                          | Lista Verde                                   | 969.218    | 2,5  | 13      |
|                          | Partito Liberale Italiano                     | 809.946    | 2,1  | 11      |
|                          | Democrazia Proletaria                         | 641.901    | 1,7  | 8       |
|                          | Liga Veneta – Pensionati Uniti                | 298.402    | 0,8  | –       |
|                          | Südtiroler Volkspartei                        | 202.022    | 0,5  | 3       |
|                          | Lega Lombarda                                 | 186.255    | 0,5  | 1       |
|                          | Partito Sardo d’Azione                        | 169.978    | 0,4  | 2       |
|                          | Piemont Autonomia Regionale                   | 72.064     | 0,2  | –       |
|                          | Piemont                                       | 61.701     | 0,2  | –       |
|                          | Caccia Pesca Ambiente                         | 55.911     | 0,1  | –       |
|                          | UV – ADP – PRI                                | 41.707     | 0,1  | 1       |
|                          | Sonstige                                      | 238.725    | 0,6  | –       |
| Gesamt                   | Gesamt                                        | 38.571.508 | 100  | 630     |
|                          |                                               |            |      |         |
| Ungültige Stimmen        | Ungültige Stimmen                             | 2.015.065  | 5,0  |         |
| Wähler                   | Wähler                                        | 40.586.573 | 88,8 |         |
| Wahlberechtigte          | Wahlberechtigte                               | 45.692.417 |      |         |
|                          |                                               |            |      |         |
| Quelle: Innenministerium |                                               |            |      |         |

### Senato della Repubblica
| Listen                   | Listen                                                 | Stimmen    | %    | Mandate |
| ------------------------ | ------------------------------------------------------ | ---------- | ---- | ------- |
|                          | Democrazia Cristiana                                   | 10.897.036 | 33,6 | 125     |
|                          | Partito Comunista Italiano                             | 9.181.579  | 28,3 | 101     |
|                          | Partito Socialista Italiano                            | 3.535.457  | 10,9 | 36      |
|                          | Movimento Sociale Italiano – Destra Nazionale          | 2.121.026  | 6,5  | 16      |
|                          | Partito Repubblicano Italiano                          | 1.248.641  | 3,9  | 8       |
|                          | PSI – PSDI – PR                                        | 962.215    | 3,0  | 9       |
|                          | Partito Socialista Democratico Italiano                | 764.370    | 2,4  | 5       |
|                          | Partito Liberale Italiano                              | 700.330    | 2,2  | 3       |
|                          | Lista Verde                                            | 634.182    | 2,0  | 1       |
|                          | Partito Radicale                                       | 572.461    | 1,8  | 3       |
|                          | Democrazia Proletaria                                  | 493.667    | 1,5  | 1       |
|                          | Liga Veneta – Pensionati Uniti                         | 298.552    | 0,9  | –       |
|                          | Südtiroler Volkspartei                                 | 171.539    | 0,5  | 2       |
|                          | Lega Lombarda                                          | 137.276    | 0,4  | 1       |
|                          | Partito Sardo d’Azione                                 | 124.266    | 0,4  | 1       |
|                          | Alleanza Laico-Socialista (PSI – PSDI – PRI – PLI)     | 84.883     | 0,3  | 1       |
|                          | Piemont Autonomia Regionale                            | 60.742     | 0,2  | –       |
|                          | PSI – PSDI – PR – Verdi                                | 58.501     | 0,2  | 1       |
|                          | Alleanza Popolare Pensionati                           | 51.790     | 0,2  | –       |
|                          | Piemont                                                | 51.340     | 0,2  | –       |
|                          | Alleanza Democratica Molisana (PCI – PSI – PSDI – PLI) | 49.297     | 0,2  | –       |
|                          | Caccia Pesca Ambiente                                  | 41.135     | 0,1  | –       |
|                          | UV – ADP – PRI                                         | 35.830     | 0,1  | 1       |
|                          | Sonstige                                               | 137.746    | 0,4  | –       |
| Gesamt                   | Gesamt                                                 | 32.413.861 | 100  | 315     |
|                          |                                                        |            |      |         |
| Ungültige Stimmen        | Ungültige Stimmen                                      | 2.007.369  | 5,8  |         |
| Wähler                   | Wähler                                                 | 34.421.230 | 88,4 |         |
| Wahlberechtigte          | Wahlberechtigte                                        | 38.951.485 |      |         |
|                          |                                                        |            |      |         |
| Quelle: Innenministerium |                                                        |            |      |         |